# Uncover
Uncover är en låt med svenska sångerskan Zara Larsson, skriven av Markus Sepehrmanesh, Robert Habolin och Gavin Jones. Uncover blev etta på Digilistan den 27 januari 2013 och etta på Sverigetopplistan 22 februari 2013. Den 3 mars gick låten in på Svensktoppen. Sången släpptes på skivbolaget Universal Music Sweden. "Uncover" sålde platina i Sverige på mindre än en månad, vilket certifierades av Universal Music Sweden.

## Listplaceringar
| Lista (2013) | Topplacering |
| ------------ | ------------ |
| Danmark      | 3            |
| Norge        | 1            |
| Sverige      | 1            |